# 白パン

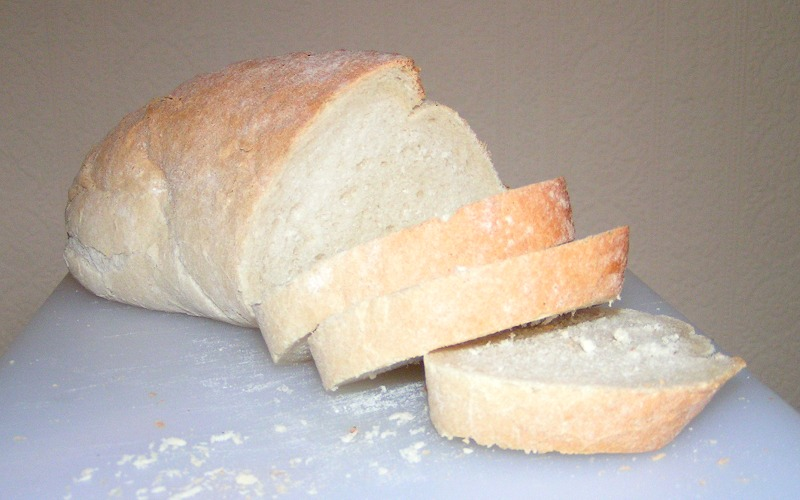
白パン

白パン（しろパン、英語: White bread）は、英語でそのままホワイトブレッドとも呼ばれて、通常小麦粉に精製する一環で、小麦粉全体からふすまと胚芽層が除去された小麦粉から作られたパンを指す。ライ麦を使った「黒パン」（ライ麦パン）に対して使われる場合もある。

## 概要
白パン用の小麦粉の製粉プロセスは、全粒穀物から天然油を除去することにより、白パンの貯蔵寿命を延ばすことができ、油を取り除くことで、白パンのような小麦粉で作られた製品を長期間保存、酸敗の可能性を回避できる。
白パンに使用される小麦粉は、臭素酸カリウム、アゾジカルボンアミド、二酸化塩素ガスなどの化学物質を使用してさらに漂白され、わずかな自然な黄色の色合いを取り除き、そのベーキング特性をより予測可能にする。しかし、これはEUでは禁止されている。また、一部の小麦粉漂白剤は、他の国でも使用が禁止されている。
白パンはイギリス、フランス、ドイツなどのヨーロッパ諸国や、米国・カナダなどあらゆる国で作られていて、米国では消費者は白パンをサンドイッチ・パン（Sandwich bread）やサンドイッチ・ロウフ（Sandsich loaf）と呼ぶことがある。日本で一番よく見かける白パンは、食パンである。
白パンには全粒粉パンに含まれるマグネシウムは1/2になっており、一般的に栄養密度が低いと考えられている。

## ドイツの白パン

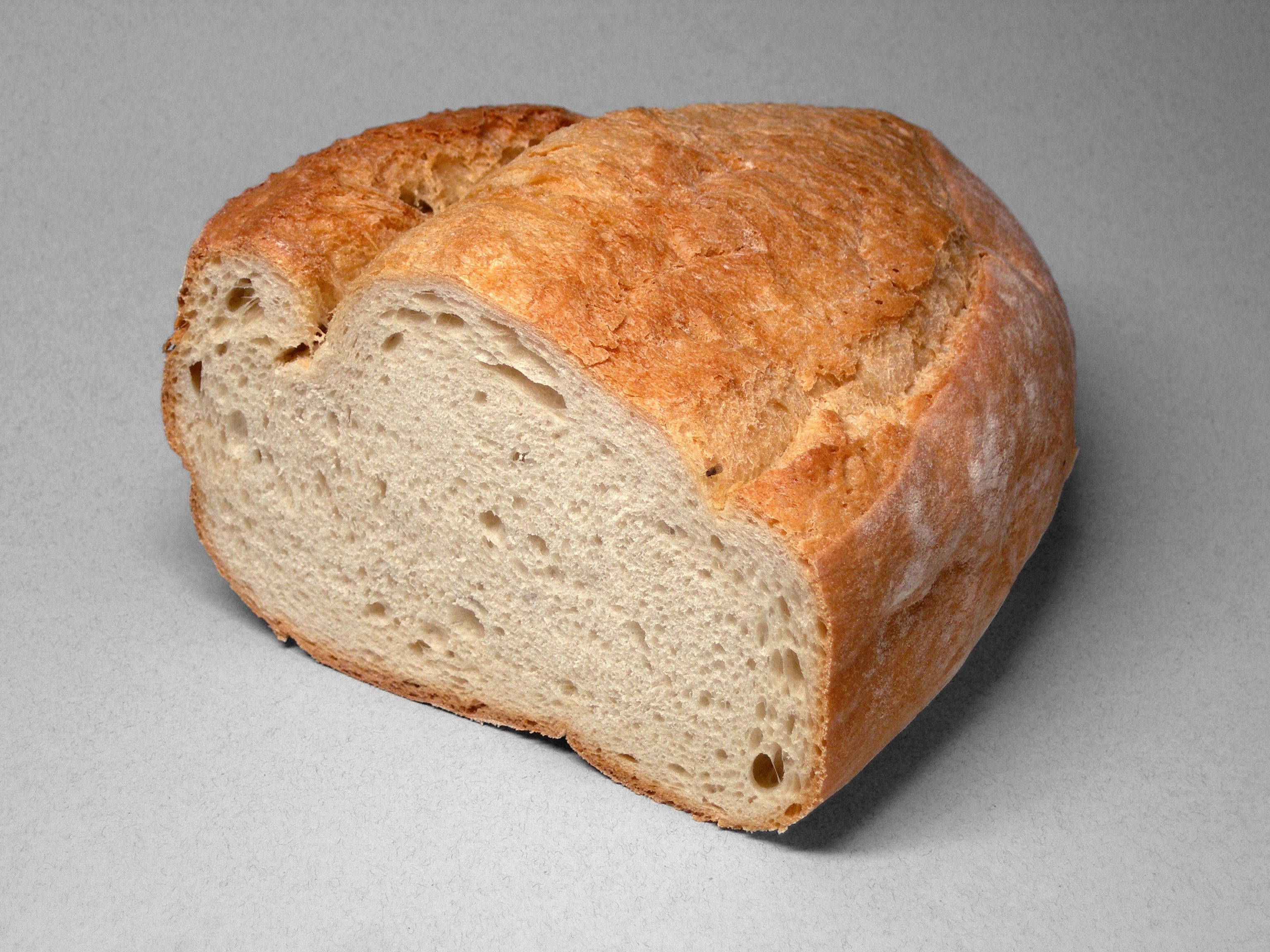
ヴァイスブロート

ヴァイツェンブロート（独：Weizenbrot）またはヴァイスブロート（独：Weißbrot）とは、ドイツの白パンのことである。ヴァイツェンとは小麦、ヴァイスとは白という意味で、大きいものはブロート Brot、小さいものはブレートヘン Brötchen と呼ぶ。
ドイツパンはライ麦粉をブレンドするものが多いが、このパンは小麦粉90%以上の配合で作られる。発酵にはフランスパンと同じくパン酵母が使われるが、油脂、牛乳、砂糖などが入れられる。そのため、似たようなリーン系フランスパンと比較するとクラストが少しサクサクと仕上がる。ライ麦パンより日持ちがしないので注意が必要である。
寒冷なドイツでは、北部はライ麦、南部は小麦の栽培が盛んであり、白パンはバイエルンなど南部を中心に食べられていた。また、古より白パンは富裕層や高貴な身分のものであり、庶民にはハレの日にしか口にできない縁遠いものだった。長い食糧危機の時代を経て、第二次世界大戦後の復興が軌道に乗った頃に起こった食文化の変化で、白パンは全国的に食べられるようになったが、昨今の健康志向の高まりでライ麦の混合比が高いものに回帰しつつある。

## 参照項目
- 食パン
- 黒パン
- 茶色パン